# (555915) 2014 GX53
(555915) 2014 GX53 est un transneptunien d'un diamètre estimé à 340 km, ce qui le qualifie comme un candidat au statut de planète naine, il serait en résonance avec Neptune.

## Découverte
La découverte avait été créditée à Pan-STARRS, mais le JPL semble maintenant créditer au programme NEAT de l'observatoire Palomar, pour une découverte remontant à 2002.